# Poiana cu Schit
Poiana cu Schit este o arie protejată de interes național ce corespunde categoriei a IV-a IUCN (rezervație naturală de tip floristic) situată în județul Iași, pe teritoriul administrativ al comunei Grajduri.

## Localizare
Aria naturală se află în Podișul Moldovei, în partea sudică a județului Iași, pe malurile pârâului Cocoarei (afluent al râului Rebricea) în pădurea Boroșești, în teritoriul vestic al satului Poiana cu Cetate.

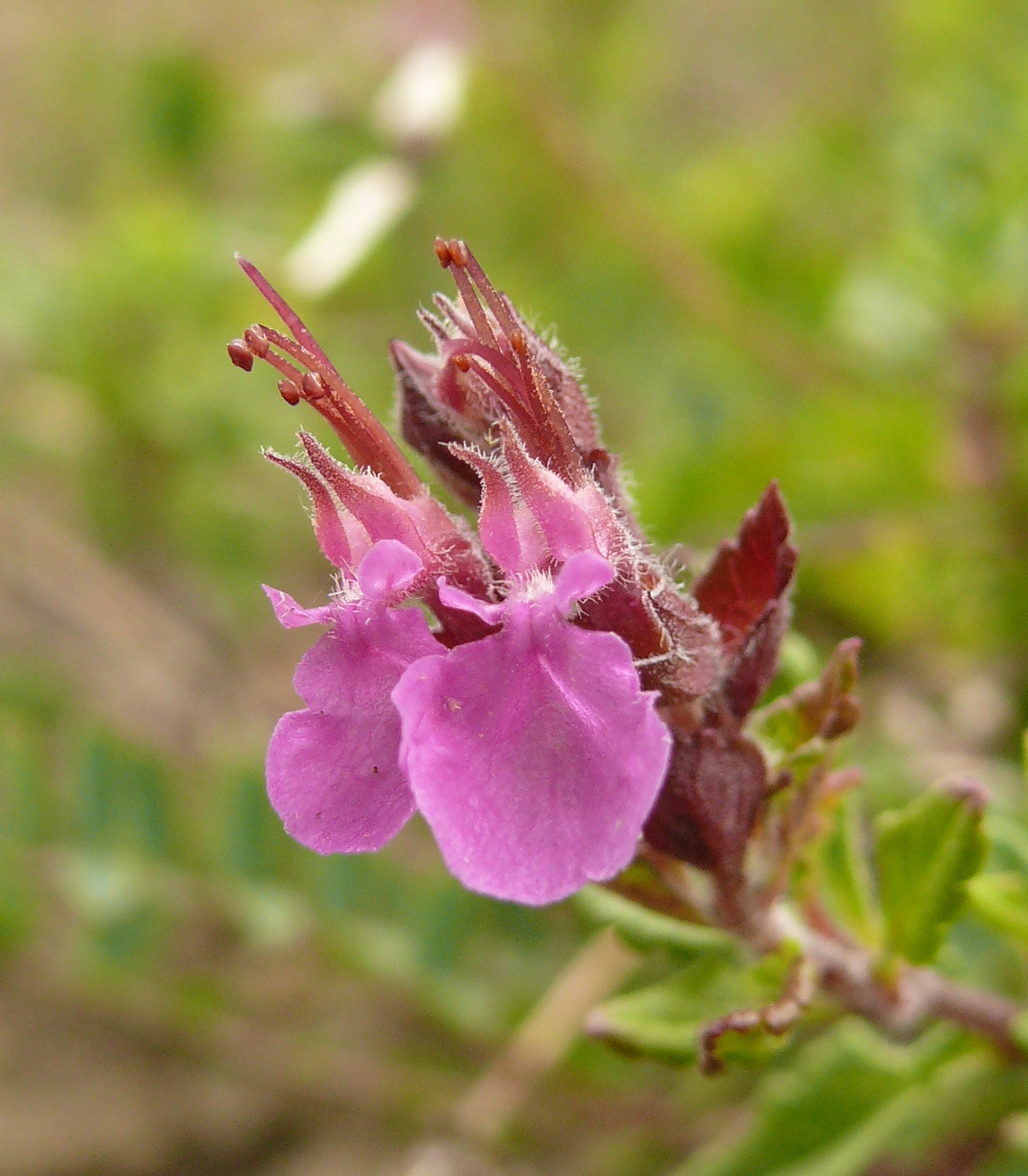
Dumbăț (Teucrium chamaedrys)

## Descriere
Rezervația naturală cu o suprafață de 9,50 hectare a fost declarată arie protejată naturală prin Legea Nr.5 din 6 martie 2000 (privind aprobarea Planului de amenajare a teritoriului național - Secțiunea a III-a - zone protejate) și reprezintă o zonă de protecție pentru mai multe specii floristice de silvostepă, printre care dumbăț (Teucrium chamaedrys), pieptănăriță (Cynosorus cristatus), sulițică (Dorycnium herbaceum), iarba-câmpului (Agrostis stolinifera) sau păiuș din speciile Festuca stricta, Festuca ruoicola,  și Festuca valesiaca. 
În arealul rezervației sunt remarcate mai multe creații artistice cioplite în piatră, realizate cu prilejul celor 3 ediții ale Taberei de sculptură Scînteia, organizată în anii 1986, 1987, 1988, precum și ruinele fostului schit de călugări, Bârnova din secolul XIV .